# Độ cao so với mực nước biển
Mét trên mực nước biển trung bình (MAML) hoặc đơn giản là độ cao so với mực nước biển (MASL hoặc masl) là một thước đo tiêu chuẩn tính bằng đơn vị mét theo khoảng cách dọc (chiều cao, cao độ hoặc độ cao) của một vị trí liên quan đến mực nước biển trung bình lịch sử được lấy như một mốc thời gian dọc. Mực nước biển trung bình bị ảnh hưởng bởi yếu tố biến đổi khí hậu và các yếu tố khác và thay đổi theo thời gian. Vì lý do này và các lý do khác, các phép đo độ cao được ghi lại trên mực nước biển có thể khác với độ cao thực tế của một vị trí nhất định so với mực nước biển tại một thời điểm nhất định.

## Công dụng
Độ cao so với mực nước biển là phép đo tiêu chuẩn về cao độ hoặc độ cao của:
- Vị trí địa lý như thị trấn, núi và các địa danh khác.
- Đỉnh của các tòa nhà và các cấu trúc khác.
- Các vật thể bay như máy bay hoặc trực thăng.

## Làm thế nào nó được xác định
Độ cao hoặc cao độ tính bằng Độ cao so với mực nước biển của một vị trí, vật thể hoặc điểm có thể được xác định theo một số cách. Phổ biến nhất bao gồm:
- Hệ thống định vị toàn cầu (GPS), giúp định vị một vị trí có liên quan đến nhiều vệ tinh.
- Máy đo độ cao. Họ thường đo áp suất khí quyển, giảm khi độ cao tăng.
- Chụp ảnh trên không.
- Khảo sát xây dựng, đặc biệt là san lấp mặt bằng.

Đo lường chính xác mực nước biển trung bình lịch sử là một công trình phức tạp. Sụt lún khối đất (như xảy ra tự nhiên ở một số đảo) có thể làm xuất hiện hiện tượng mực nước biển dâng cao. Ngược lại, các dấu hiệu trên các khối đất được nâng lên do các quá trình địa chất có thể gợi ý hạ thấp mực nước biển trung bình.

## Hệ thống đo lường khác
Độ cao Feet trên mực nước biển là phương pháp tương tự phổ biến nhất cho mét trên mực nước biển trong hệ thống đo lường thông thường của Hoa Kỳ, viết tắt FAML.

## Các từ viết tắt
Độ cao so với mực nước biển thường được viết tắt là mamsl hoặc MAML, dựa trên chữ viết tắt AMSL cho mực nước biển trung bình. Các chữ viết tắt khác là masl  và MASL.